# Elotuzumab
L'elotuzumab o HuLuc63) è un anticorpo monoclonale umanizzato in fase di sperimentazione clinica, per il trattamento delle recidive del mieloma multiplo.
Il target molecolare del farmaco è l'antigene SLAM family member 7  (gene SLAMF7) noto anche come CD319.
Elotuzumab è stato approvato dalla FDA nel 2015 (con designazione di “breakthrough therapy") per il trattamento del mieloma multiplo (in associazione con lenalidomide+desametasone)  e ha ottenuto lo status di "orphan drug".

### Elotuzumab
- (EN) Vincent T. DeVita, Theodore S. Lawrence, M.D. Ph.D., Steven A. Rosenberg, M.D. Ph.D., Cancer: Principles & Practice of Oncology—Annual Advances in Oncology, Lippincott Williams & Wilkins, 1º maggio 2010,  pp. 42–, ISBN 978-1-4511-0314-4.